# David Templeton
David Cooper Templeton (Glasgow, 7 januari 1989) is een Schots voetballer (middenvelder) die sinds 2012 voor Rangers Football Club uitkomt. Voorheen kwam Templeton uit voor Heart of Midlothian FC.

## Statistieken
| Seizoen         | Club            | Competitie      | Premiership | Premiership | Scottish Cup | Scottish Cup | League Cup | League Cup | Challenge Cup | Challenge Cup | Europa | Europa | Totaal | Totaal |
| Seizoen         | Club            | Competitie      | Wed.        | Dlp.        | Wed.         | Dlp.         | Wed.       | Dlp.       | Wed.          | Dlp.          | Wed.   | Dlp.   | Wed.   | Dlp.   |
| --------------- | --------------- | --------------- | ----------- | ----------- | ------------ | ------------ | ---------- | ---------- | ------------- | ------------- | ------ | ------ | ------ | ------ |
| 2005-2006       | Stenhousemuir   | Third Division  | 17          | 8           | 1            | 0            | 0          | 0          | 2             | 0             | 0      | 0      | 20     | 8      |
| 2006-2007       | Stenhousemuir   | Third Division  | 13          | 3           | 1            | 0            | 2          | 0          | 0             | 0             | 0      | 0      | 16     | 3      |
| 2007-2008       | → Raith Rovers  | Second Div.     | 15          | 4           | 1            | 0            | 0          | 0          | 1             | 0             | 0      | 0      | 17     | 4      |
| 2008-2009       | Hearts FC       | Premiership     | 3           | 0           | 0            | 0            | 0          | 0          | 0             | 0             | 0      | 0      | 3      | 0      |
| 2009-2010       | Hearts FC       | Premiership     | 16          | 2           | 1            | 0            | 0          | 0          | 0             | 0             | 0      | 0      | 17     | 2      |
| 2010-2011       | Hearts FC       | Premiership     | 33          | 7           | 1            | 0            | 2          | 0          | 0             | 0             | 0      | 0      | 36     | 7      |
| 2011-2012       | Hearts FC       | Premiership     | 27          | 2           | 3            | 1            | 1          | 0          | 0             | 0             | 4      | 0      | 35     | 3      |
| 2012-2013       | Hearts FC       | Premiership     | 2           | 1           | 0            | 0            | 0          | 0          | 0             | 0             | 1      | 1      | 3      | 2      |
| 2012-2013       | Rangers FC      | Second Div.     | 24          | 14          | 2            | 0            | 0          | 0          | 0             | 0             | 0      | 0      | 26     | 14     |
| 2013-2014       | Rangers FC      | League One      | 20          | 3           | 4            | 3            | 1          | 0          | 4             | 1             | 0      | 0      | 29     | 7      |
| 2014-2015       | Rangers FC      | Championship    | 5           | 1           | 0            | 0            | 0          | 0          | 2             | 0             | 0      | 0      | 7      | 1      |
| Carrière totaal | Carrière totaal | Carrière totaal | 175         | 45          | 14           | 4            | 6          | 0          | 9             | 1             | 5      | 1      | 209    | 51     |